# ドイツ軍将兵用売春宿
ドイツ軍将兵用売春宿（英語: German military brothels, ドイツ語: Wehrmachtsbordell）とは、第二次世界大戦中にナチス・ドイツによってヨーロッパ各地に作られたドイツ国防軍及びナチス親衛隊兵士用の売春宿である。その大半は新しく作られたが、元々あったものを利用する場合もあった。1942年までに500近い数の軍用売春宿が占領されたヨーロッパ各地に存在した。 差し押さえられたホテルなどを国防軍が警備するなどして運営され、行軍中の兵士や前線から後退した兵士に利用された。収容所に設置されたものと合わせて、占領中を通して少なくとも34,140人の女性が被害を受けたと見積もられている。東ヨーロッパでは多くの場合、女性達は道端で警察、軍によるおとり捜査と称する一斉徴収によって連れて行かれたとされる。

## 東ヨーロッパ
ポーランド亡命政府の外務省は1941年3月、ドイツ軍によってポーランドの町で性奴隷目的の集団女性誘拐が行われたとする文書を発表した。
ソ連でも女性達が売春のために無理やり連れて行かれた。国際軍事法廷での証言"ドイツ軍の指揮でスモレンスクの町にホテルを利用した軍属向けの売春宿が開かれ、数百人の女性達が連れて行かれた。彼女らは無情にも路上で髪や腕をつかまれ引きずられていった。"

### 逃亡の試み
ポーランドの雑誌記事によれば、女性達は時に売春宿から逃亡を試みたという。一つの例としては1941年、ノルウェー内ドイツ軍売春宿からポーランド人とロシア人から成るグループの脱走があった。彼女らは地元のルーテル教会に避難し亡命を申請した。彼女らは一日に午後2時～8時半まで各自3ライヒスマルクで32人に上る数の男性を相手にしたという。

## 強制売春
1977年、新保守派のドイツ人歴史家フランツ・ザイトラーはドイツ軍売春宿に登録された女性達はすでに戦前から売春を営んでいたと論争をけしかけた。他方、社会学教授のルート・ザイフェルトは、主要戦犯裁判が示すとおり、表面上彼女らはドイツ人によって強いられたのであるとの立場を取った。そして1961年ラウル・ヒルバーグの著書によってさらなる確認がされた。

## フランス

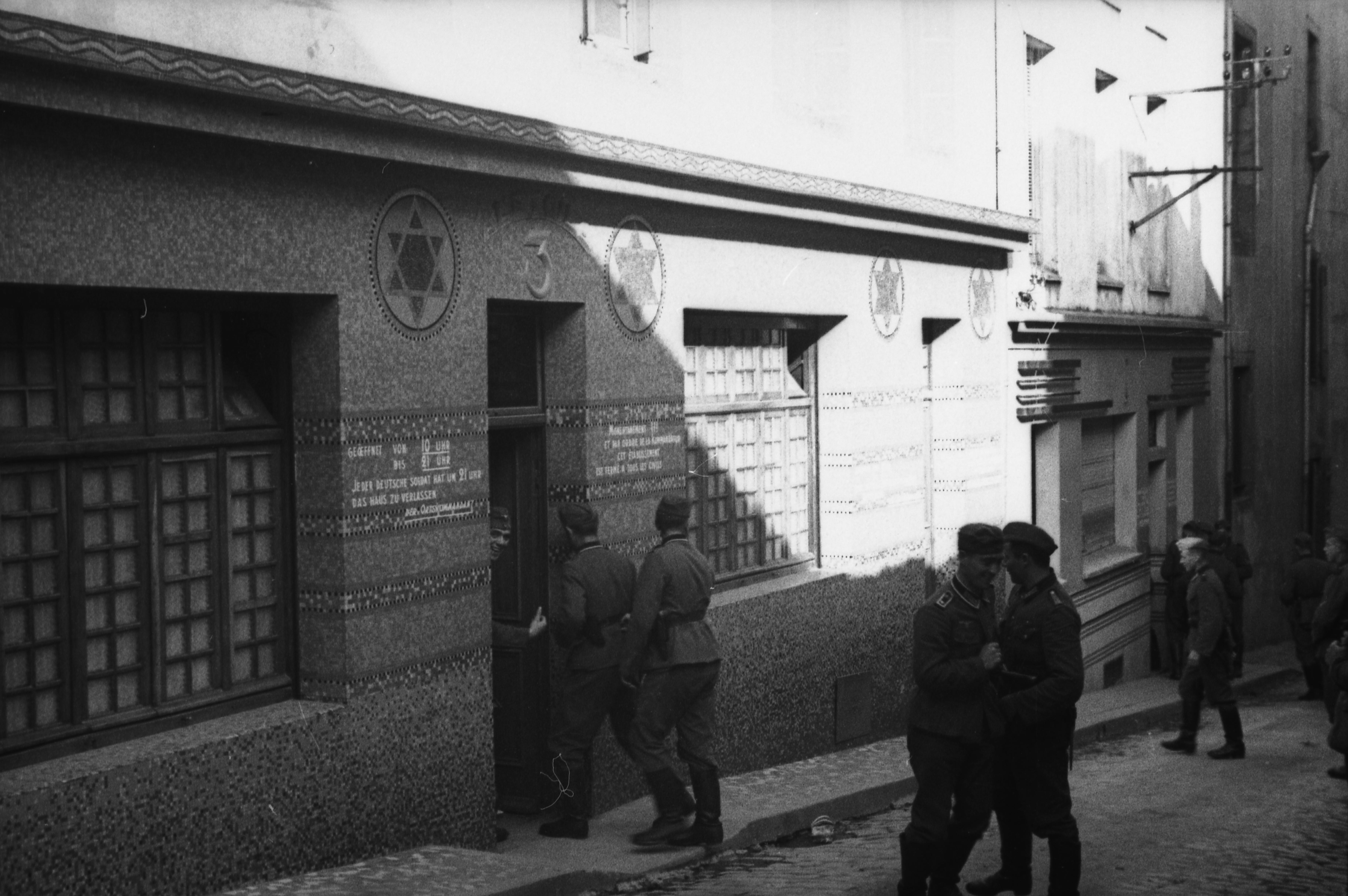
フランスのブレストで慰安所に出入りするドイツ軍下士官兵（1940年）。建物は以前のユダヤ教施設（シナゴーグ）。

Inse Meineいわく、官僚機構によってそれまで政府が管理していたものを元に、1942年前にしてすでに100近い新たな売春宿の設置があった。 兵士達は陸軍総司令部によって公式に招待カードを配布され、他のフランス人女性と性的関係を持つことを禁じられていた。1941年9月、ヴァルター・フォン・ブラウヒッチュ将軍は全ての若い兵士に、"過剰性欲"防止の観点から毎週売春宿を利用するよう奨めている。女性達は性病の蔓延を鈍化させるために定期的な検診を受けた。

## 歴史認識・補償問題
2005年1月、ドイツで放映されたドキュメンタリー番組「戦利品としての女性・ドイツ国防軍と売春 (Frauen als Beute -Wehrmacht und Prostitution)」では、ドイツ軍が1904年、フランス人の売春婦を使い官製の慰安所を始め、後にはポーランドやウクライナの女学校の生徒を連行し、慰安婦にしたことを報じた。
ドイツ政府は「人道に対する罪に時効はない」と宣言し、様々な戦後補償を行なっているが、当時のドイツ軍による管理売春・慰安所・慰安婦問題はそうした補償の対象とはされてこなかった。しかし、日本軍慰安婦問題がきっかけとなり、検討されるようになった。また秦郁彦が1992年に日本の雑誌『諸君!』 で紹介したフランツ・ザイトラー『売春・同性愛・自己毀損 ドイツ衛生指導の諸問題1939-1945』 はドイツでも知られていなかったため、当時来日していたドイツ人の運動家モニカ・ビンゲンはドイツに帰国してこの問題に取り組むと語った。しかし、2015年2月現在、ドイツ政府は国防軍の元慰安婦に対する謝罪を行っていない。